# Consejo de la Cultura Gallega

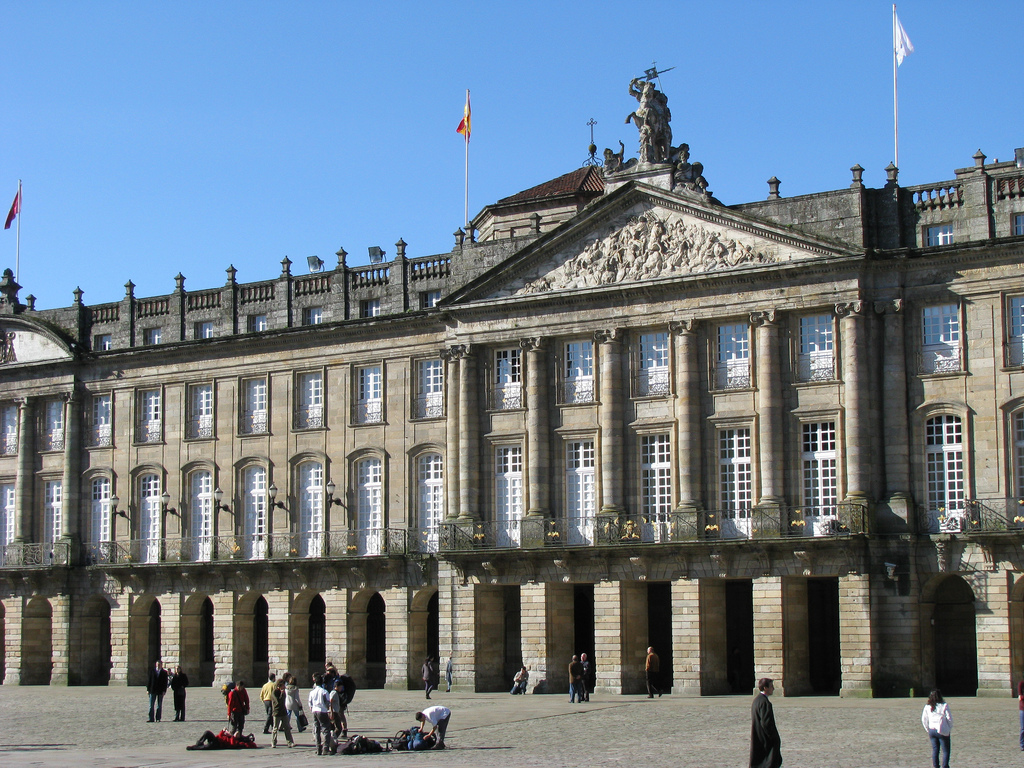
Palacio de Rajoy, sede del Consejo de la Cultura Gallega

El Consejo de la Cultura Gallega (Consello da Cultura Galega en gallego) es un organismo estatutario; es decir, fue creado por el Estatuto de Galicia, del mismo modo que el Parlamento o la Junta de Galicia.
Nació el 8 de julio de 1983 al amparo del artículo 32 del Estatuto de Autonomía de Galicia, que los gallegos aprobaron en diciembre de 1980, ya se establecían cuales debían ser los organismos encargados de promocionar los valores culturales de Galicia:
“Corresponde a la Comunidad Autónoma la defensa y promoción de los valores culturales del pueblo gallego. Con tal finalidad y mediante Ley del Parlamento se constituirá un Fondo Cultural Gallego y el Consejo de la Cultura Gallega”.
Es decir, la entidad que debía cumplir los objetivos fijados en el Estatuto tuvo nombre aun antes de nacer.

## Legislación
La institución se rige, además de por la Ley de su creación (Ley 8/1983, de 8 de julio de 1983) por el Reglamento de ésta, aprobado por la Junta de Galicia el 29 de septiembre de 2000 (Decreto 237/2000, de 29 de septiembre).

## Órganos de Gobierno
La comisión ejecutiva es uno de sus dos órganos de gobierno. Está compuesta por un presidente, uno o varios vicepresidentes y un secretario elegidos por el Pleno entre sus miembros. La gerencia se ocupa de la administración y de la organización de las actividades desarrolladas por la institución.
El pleno es el máximo órgano de gobierno. Está compuesto por dos tipos de miembros distintos.
- Miembros natos. Son el presidente de la Junta de Galicia, que ostenta la función de presidente de honor, y el consejero de Cultura.
- Miembros electos, por designación de las instituciones que forman el Consejo.